# Plato (exarch)
Plato was raadsman van de Byzantijnse keizer Constans II Pogonatos en tijdelijk exarch van Ravenna van 645 tot 649.

## Context
Keizer Constans II wilde een einde maken aan de theologische discussie binnen het christendom rond het thema monotheletisme en vaardigde in 648 zijn typos uit, een edict, die de controverse moest doen ophouden. Plato kreeg de opdracht, het edict over te maken aan Paus Theodorus I. Paus Theodorus I reageerde hierop met organiseren van het Concilie van Lateranen (649). Paus Theodorus I stierf plots en werd zonder toestemming vervangen door Paus Martinus I.
Plato keerde naar Constantinopel terug. Keizer Constans II stuurde Olympius om orde op zaken te stellen. Plato bleef raadsman van de keizer.